# Serhij Ratuszny
Serhij Jewhenowycz Ratuszny (ukr. Сергій Євгенович Ратушний; ur. 24 lipca 1986) – ukraiński zapaśnik startujący w stylu wolnym. Zajął siedemnaste miejsce na mistrzostwach świata w 2010. Czternasty na mistrzostwach Europy w 2014. Czwarty w Pucharze Świata w 2014. Wicemistrz Europy juniorów w 2006, a trzeci w 2004 roku.